# Engelbert Zaschka
Engelbert Zaschka (1er septembre 1895 à Fribourg-en-Brisgau, Allemagne, et mort le 26 juin 1955 à Fribourg-en-Brisgau) était un pionnier allemand de l'aéronautique.